# فرانك هولمز
فرانك هولمز (بالإنجليزية: Frank Holmes)‏ (و. 1924 – 2011 م) هو عالم اقتصاد، من نيوزيلندا، توفي عن عمر يناهز 87 عاماً.